# Louise Frieh
Louise Frieh, née le 22 janvier 2000 à Colmar, est une karatéka française.

## Carrière
Louise Frieh est médaillée de bronze en kata par équipe avec Lætitia Feracci et Laura Pieri aux Championnats d'Europe de karaté 2021 à Poreč.